# Стрелча (община)
Стрелча (болг. Община Стрелча) — община в Болгарии. Входит в состав Пазарджикской области. Население составляет 5701 человек (на 21.07.05 г.).
Административный центр общины в городе Стрелча. Кмет общины Стрелча — Георгий Павлов (2020).
На севере община Стрелча граничит с общиной Копривштица, на востоке — с общиной Хисаря, на юге с общиной Пазарджик и на западе — с общиной Панагюриште. Крупнейшие реки в общине Стрелчанска Луда Яна и Калаванштица, есть также 10 водохранилищ: по два в Стрелче и Дюлево и по три в Смилеце и Блатнице. Есть также три источника минеральной воды с температурой воды от 23 до 45 °С с доказанными бальнеологическими свойствами. Вода в них слабоминерализованная, гипертермальная, сулфитно-гидрокарбонатная — натриевая, флористая и радиоактивная.

## Состав общины
В состав общины входят следующие населённые пункты:
1. Блатница
2. Дюлево
3. Свобода
4. Смилец
5. Стрелча